# Harry Gold
Harry Gold (ur. 11 grudnia 1910 w Bernie, zm. 28 sierpnia 1972 w Filadelfii) – amerykański chemik, od 1935 zajmujący się szpiegostwem na rzecz Związku Radzieckiego.
Urodził się jako Heinrich Golodnicki. Jego rodzice Samuel i Celia Golodniccy wyjechali z Rosji do Szwajcarii w 1907. Po emigracji w 1914 do USA zmienili nazwisko na Gold. Po otrzymaniu w 1922 przez rodziców obywatelstwa amerykańskiego zmieniono mu imię na Harry. Po ukończeniu szkoły podstawowej i uzyskaniu dyplomu liceum South Philadelphia Harry Gold podjął pracę jako stolarz (ebenista). W tym czasie stał się komunistą, jednak gdy w 1935 poznał agenta NKWD, ten polecił mu, aby pracował na rzecz komunistów w tajemnicy. Według Bogusława Wołoszańskiego współpraca Harry’ego Golda z radzieckim wywiadem rozpoczęła się w 1936. Korzystając ze wsparcia finansowego oferowanego przez Związek Radziecki uzyskał licencjat na Xavier University w Cincinnati i podjął pracę jako chemik analityk. Współpracując z atomowymi szpiegami: Klausem Fuchsem, Mortonem Sobellem i Davidem Greenglassem pełnił funkcję kuriera.
W 1946 FBI wykryło i ustaliło, że jest członkiem siatki szpiegowskiej pracującej na korzyść Związku Radzieckiego. Po złożeniu w 1950 zeznań umożliwiających identyfikację tzw. szpiegów atomowych oraz wyjaśnień, że swą działalność prowadził, aby pomóc w uprzemysłowieniu ZSRR, został skazany na 30 lat więzienia. W 1965 został z więzienia przedterminowo zwolniony. Doceniając jego działalność władze Związku Radzieckiego odznaczyły go Orderem Czerwonej Gwiazdy.